# 内藤久
内藤 久（ないとう ひさし、1948年7月5日 - 2025年2月2日）は、山梨県出身のプロ野球選手（外野手）。右投両打。

## 来歴・人物
山梨県立日川高等学校では、高校三年間の通算打率四割、スイッチ・ヒッター、ベース一周14秒1の快足の持ち主だった。
東京六大学入りを希望していた内藤を渡辺スカウトが説得。1966年第1次ドラフト会議にドラフト10位にて西鉄ライオンズへ入団。しかし、僅か1年で西鉄を退団した。
1969年は中南米で新たに発足したグローバルリーグの東京ドラゴンズに参加。しかし、同年限りでリーグが解体したため、帰国を余儀なくされた。
東京ドラゴンズ解散後、玉沢運動具店に入社すると納入企業であった縁から川上哲治監督に素質を見いだされ巨人へ入団。しかし、1年間で一軍出場のないまま、引退する。
引退後は大月市で表面処理加工「ケイオー山梨」を経営。
2025年2月2日、山梨県内の病院で死去。76歳没。

## 詳細情報

### 年度別投手成績
- 一軍公式戦出場なし

### 背番号
- 71（1967年）
- 52（1970年）